# Els tres mosqueters (pel·lícula de 1921 de Diamant-Berger)
Els tres mosqueters (títol original en francès: Les Trois Mousquetaires) és una pel·lícula francesa d'Henri Diamant-Berger, estrenada el 1921.
El mateix director va rodar el 1932, una versió sonora, aplegant la major part dels actors de la versió muda.

## Repartiment
- Aimé Simon-Girard : D'Artagnan
- Henri Rollan : Athos
- Charles Martinelli : Porthos
- Pierre de Guingand : Aramis
- Pierrette Madd : Constance Bonacieux
- Jean Joffre : M. Bonacieux
- Jeanne Desclos : la reina Anna d'Àustria
- Edouard de Max : el cardenal de Richelieu
- Claude Mérelle : Milady de Winter
- Henri Baudin : el comte de Rochefort
- Charles Dullin : el pare Joseph
- Maxime Desjardins : M. de Tréville
- Armand Bernard : Planchet
- Louis Pré Fils : Grimaud
- Antoine Stacquet : Bazin
- Marcel Vallée : Mousqueton
- Georgette Sorelle : la germana del port
- Paul Hubert Senior : John Felton
- Albert Préjean : un guàrdia del cardinal

## Galeria

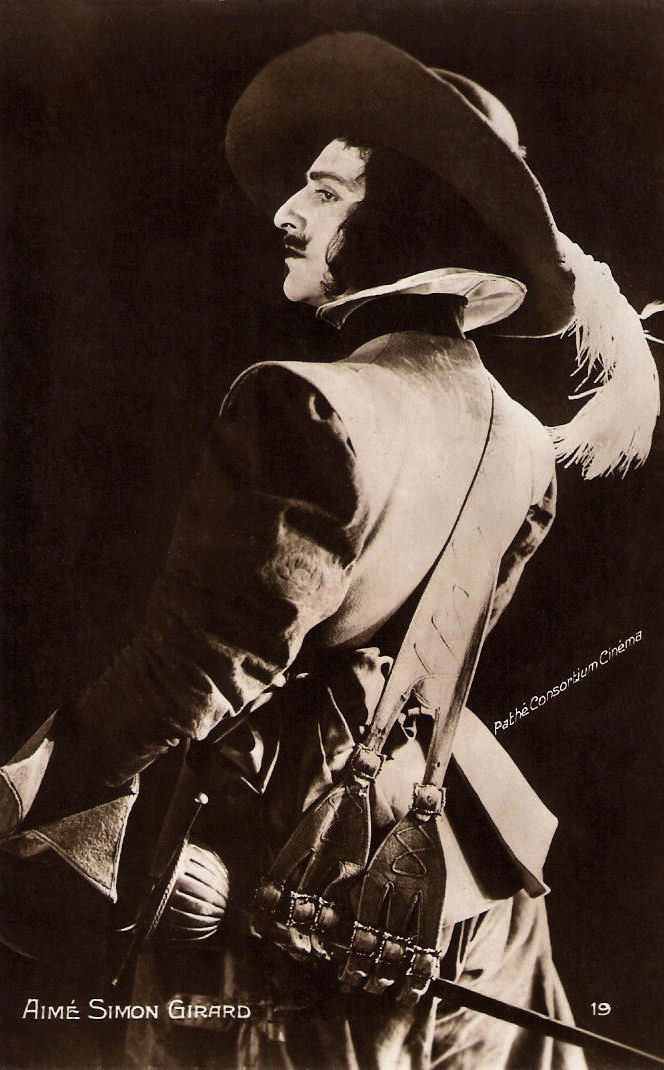
D'Artagnan (Aimé Simon-Girard).
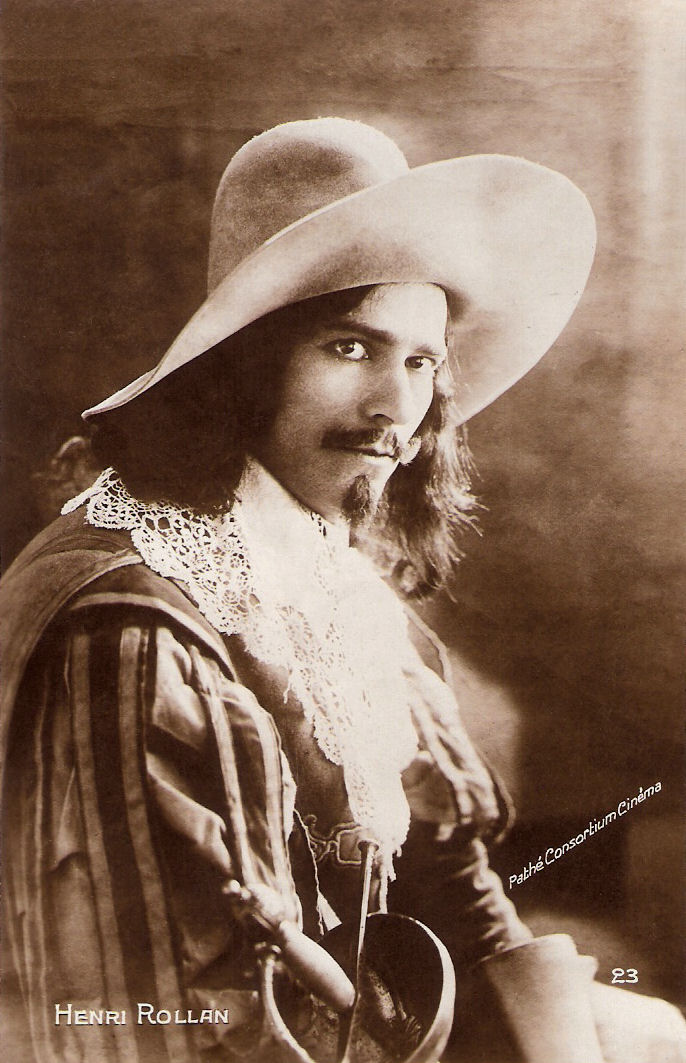
Athos (Henri Rollan).
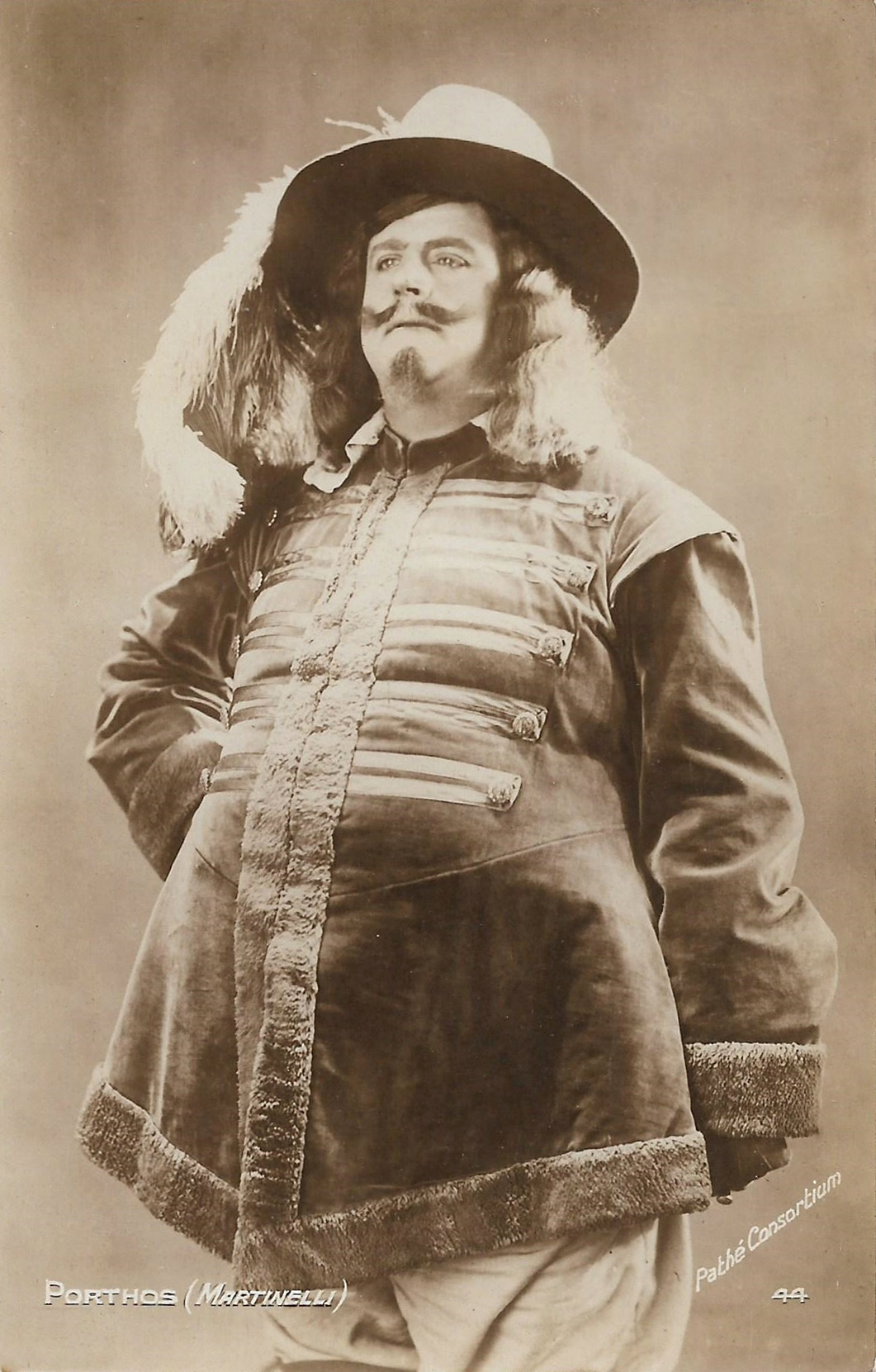
Porthos (Charles Martinelli).
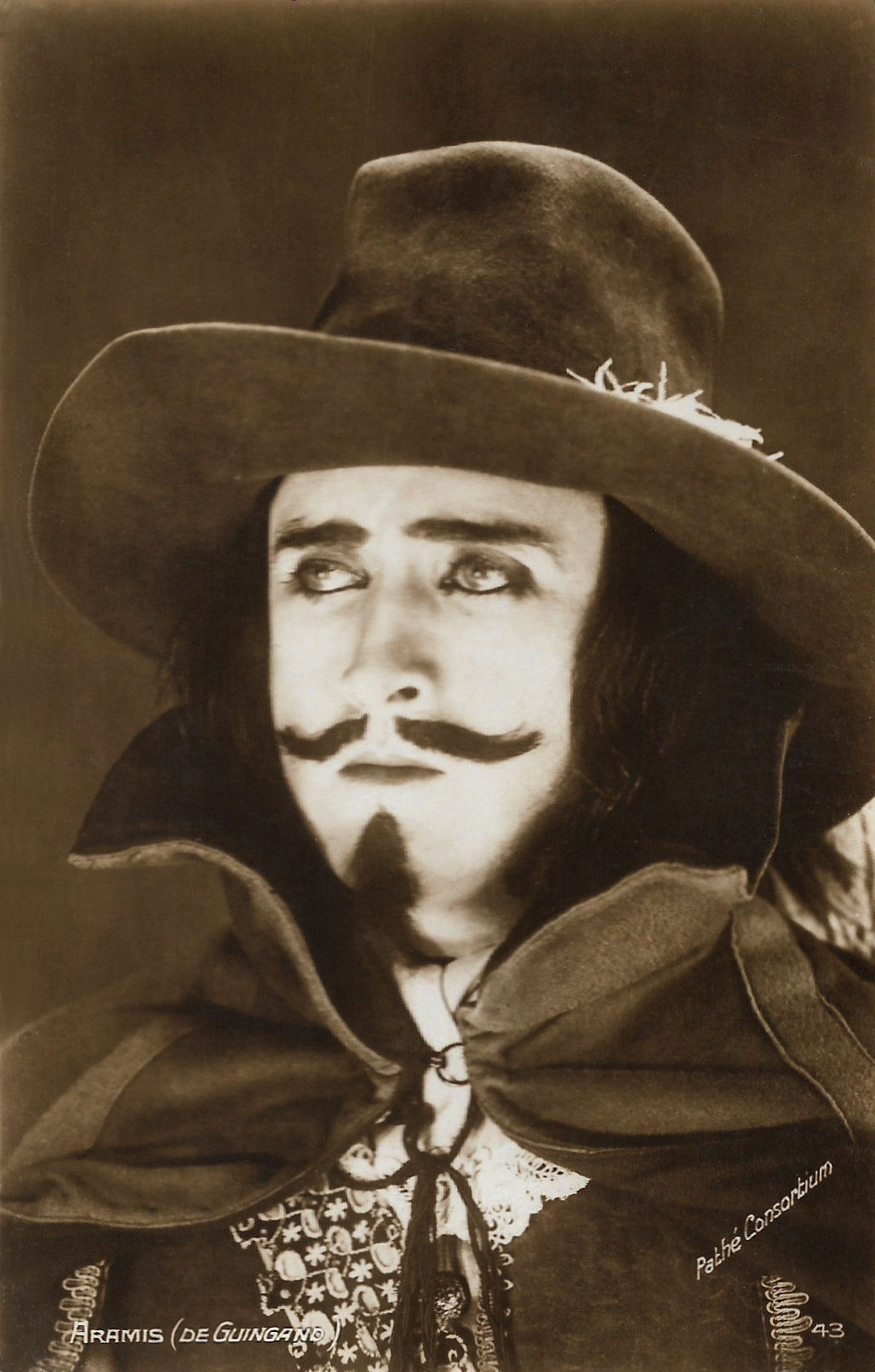
Aramis (Pierre de Guingand).
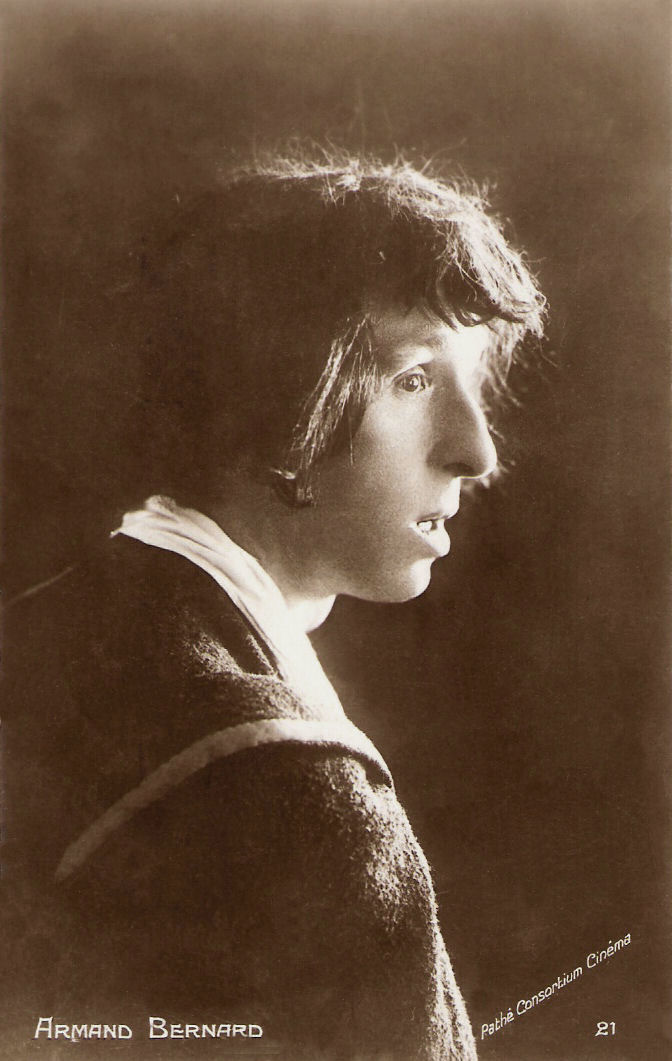
Planchet (Armand Bernard).
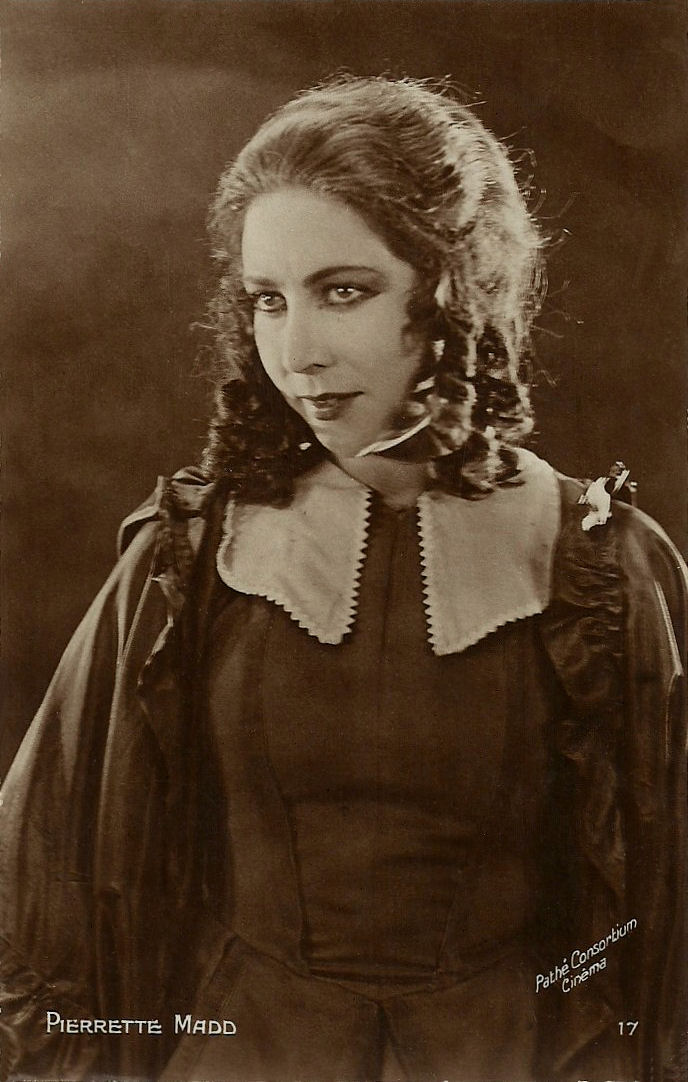
Constance Bonacieux (Pierrette Madd).
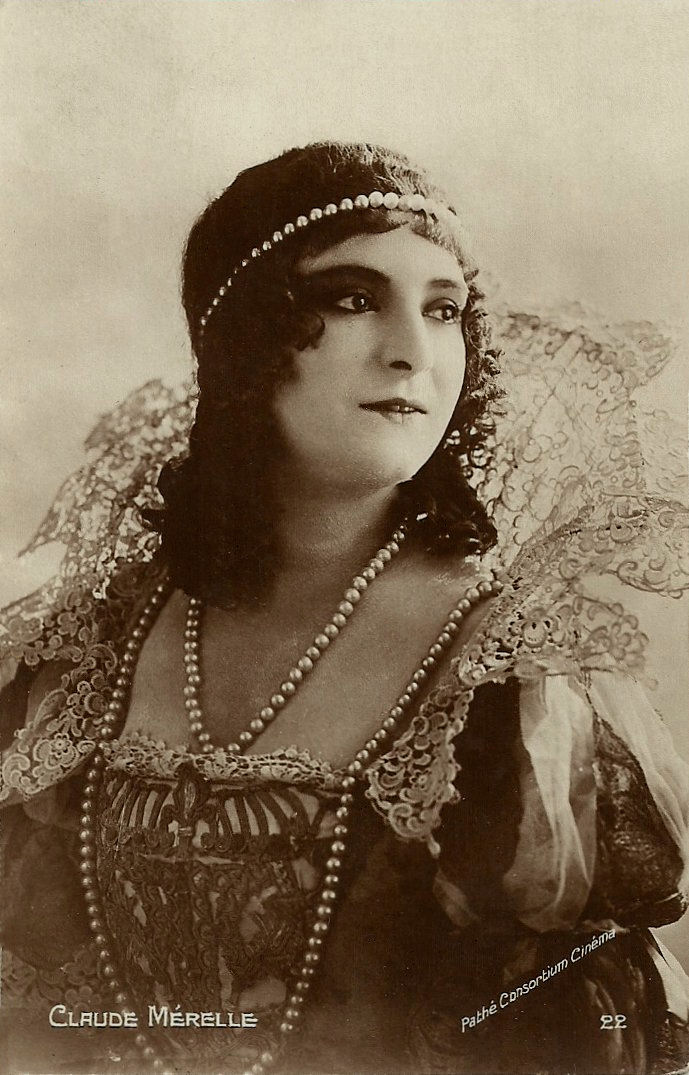
Milady de Winter (Claude Mérelle).

### Llista d’episodis
1. L'Auberge de Meung
2. Les Mousquetaires de M. de Tréville
3. La Lingère du Louvre
4. Pour l'honneur de la Reine
5. Les Ferrets de diamant (1)
6. Les Ferrets de diamant (2)
7. Le Bal des échevins
8. Le Pavillon d'Estrées
9. Les Conquêtes de D'Artagnan
10. L'Auberge du Colombier rouge
11. Le Conseil des mousquetaires
12. Milady prisonnière
13. Le Couvent de Béthune
14. La Vengeance des mousquetaires

## Comentaris
Aquesta obra mestra del cinema mut, rodada l'any 1921, constava de 12 capítols d'una hora. Una pel·lícula de gran èxit, va comptar amb un pressupost d'uns 3 milions de francs a l'època, centenars de figurants i escenaris naturals sumptuosos com el Castell de Chenonceau, Chartres i la ciutat de Pérouges.

## Restauració
Després de tenir un èxit considerable quan es va estrenar, la pel·lícula va caure en l'oblit fins al 1995. El net i el besnét del cineasta, Jérôme Diamant-Berger i Guillaume Diamant-Berger recuperen l'obra digitalitzant les imatges, a partir d'un internagatiu. conservat a la Filmoteca. Es va compondre una nova banda sonora per Gréco Casadesus i interpretada per una orquestra de 80 músics. Els productors també van decidir eliminar tots els intertítolss substituint-los per un comentari llegit per Patrick Préjean i subtítols per a les escenes on parlen els protagonistes. Així mateix, opten per fer sonar la majoria d'accions (des de cavalls fins a espases, passant per sorolls de multitud...). Finalment, un nou muntatge més ajustat divideix la pel·lícula en catorze capítols de 26 minuts cadascun, més en fase amb una emissió televisiva, però que modifica l'estructura de l'obra original, despertant nombroses crítiques.